# Campeonato Uruguayo de Primera División "B" 1970
El Campeonato Uruguayo de Primera División "B" de 1970 fue la edición 29 del torneo de segunda categoría profesional del fútbol de Uruguay.

## Posiciones
| Puesto | Equipo              | Pts. | PJ | PG | PE | PP | GF | GC | Dif. |
| ------ | ------------------- | ---- | -- | -- | -- | -- | -- | -- | ---- |
| 1º     | Danubio (C)         | 27   | 16 | 13 | 1  | 2  | 36 | 16 | +20  |
| 2º     | Progreso (Play Off) | 20   | 16 | 8  | 4  | 4  | 24 | 20 | +4   |
| 3º     | Central (Play Off)  | 19   | 16 | 7  | 5  | 4  | 25 | 20 | +5   |
| 4º     | Wanderers           | 16   | 16 | 5  | 6  | 5  | 17 | 18 | -1   |
| 5º     | Rentistas           | 14   | 16 | 4  | 6  | 6  | 19 | 20 | -1   |
| 6º     | La Luz              | 14   | 16 | 6  | 2  | 8  | 17 | 20 | -3   |
| 7º     | Colón               | 14   | 16 | 5  | 4  | 7  | 19 | 23 | -4   |
| 8º     | Mar de Fondo        | 11   | 16 | 4  | 3  | 9  | 15 | 27 | -12  |
| 9º     | Fénix               | 9    | 16 | 2  | 5  | 9  | 15 | 23 | -8   |

### Resultados
| Fénix        | 2-2 | Wanderers |
| Mar de Fondo | 0-0 | Progreso  |
| Danubio      | 2-1 | Rentistas |
| Central      | 1-0 | Colón     |

| Fénix     | 2-0 | Colón        |
| Wanderers | 1-0 | Mar de Fondo |
| La Luz    | 3-2 | Danubio      |
| Rentistas | 2-2 | Progreso     |

| Danubio   | 1-0 | Fénix        |
| La Luz    | 1-0 | Mar de Fondo |
| Rentistas | 1-0 | Colón        |
| Central   | 2-0 | Wanderers    |

| Danubio   | 4-0 | Colón        |
| Wanderers | 1-0 | La Luz       |
| Central   | 2-0 | Mar de Fondo |
| Progreso  | 3-2 | Fénix        |

| Colón   | 2-1 | Wanderers    |
| La Luz  | 0-0 | Progreso     |
| Danubio | 3-1 | Mar de Fondo |
| Central | 1-1 | Rentistas    |

| Fénix   | 1-1 | Central      |  |
| Colón   | 5-4 | Mar de Fondo |  |
| Danubio | 2-1 | Progreso     |  |
| La Luz  | 2-1 | Rentistas    |  |

| Wanderers | 1-0 | Danubio |
| Rentistas | 0-0 | Fénix   |
| Rentistas | 2-1 | Colón   |
| Central   | 3-1 | La Luz  |

| Colón        | 1-0 | La Luz    |
| Rentistas    | 1-0 | Wanderers |
| Mar de Fondo | 2-1 | Fénix     |
| Progreso     | 3-2 | Central   |

| Danubio      | 4-2 | Central   |
| Progreso     | 1-0 | Wanderers |
| La Luz       | 2-1 | Fénix     |
| Mar de Fondo | 2-0 | Rentistas |

| Fénix        | 1-1 | Wanderers |
| Mar de Fondo | 2-1 | Progreso  |
| Danubio      | 1-0 | Rentistas |
| Central      | 2-2 | Colón     |

| Fénix     | 0-1 | Colón        |
| Wanderers | 1-1 | Mar de Fondo |
| La Luz    | 2-3 | Danubio      |
| Rentistas | 1-2 | Progreso     |

| Danubio   | 2-0 | Fénix        |
| La Luz    | 2-0 | Mar de Fondo |
| Rentistas | 2-2 | Colón        |
| Central   | 2-1 | Wanderers    |

| Danubio   | 2-0 | Colón        |
| Wanderers | 2-1 | La Luz       |
| Central   | 2-0 | Mar de Fondo |
| Progreso  | 2-2 | Fénix        |

| Colón   | 1-1 | Wanderers    |
| La Luz  | 0-1 | Progreso     |
| Danubio | 4-0 | Mar de Fondo |
| Central | 0-0 | Rentistas    |

| Fénix   | 1-2 | Central      |
| Colón   | 0-0 | Mar de Fondo |
| Danubio | 2-1 | Progreso     |
| La Luz  | 1-3 | Rentistas    |

| Wanderers | 0-0 | Danubio |
| Rentistas | 2-0 | Fénix   |
| Progreso  | 1-0 | Colón   |
| Central   | 0-0 | La Luz  |

| Colón        | 2-0 | La Luz    |
| Rentistas    | 2-2 | Wanderers |
| Mar de Fondo | 0-2 | Fénix     |
| Progreso     | 2-1 | Central   |

| Local        | Resultado | Visitante |  |
| Danubio      | 4-2       | Central   |  |
| Progreso     | 2-3       | Wanderers |  |
| La Luz       | 2-0       | Fénix     |  |
| Mar de Fondo | 3-2       | Rentistas |  |

### Campeón
|                                                               |
| Bandera de Uruguay                                            |
| Campeón Uruguayo de Primera División B 1970 Danubio 3° título |

## Promedio de Descenso
Descenso a Divisional Intermedia de Fútbol de Uruguay 1971
| Puesto | Equipo       | Pts. |  |
| ------ | ------------ | ---- |  |
| 1º     | Danubio      | 27   |  |
| 2º     | Progreso     | 20   |  |
| 3º     | Central      | 19,5 |  |
| 4º     | Rentistas    | 15   |  |
| 5º     | Wanderers    | 14   |  |
| 6º     | La Luz       | 13   |  |
| 7º     | Fénix        | 13,5 |  |
| 8º     | Colón        | 12   |  |
| 9º     | Mar de Fondo | 11   |  |

## Repechaje A-B
Repechaje (o "play-off") entre Primera "A" y Primera "B". Participaron 2 equipos de Primera "A" (los dos últimos clasificados de la ronda del Descenso: Defensor y Rampla Juniors) y 2 equipos de Primera "B" (Progreso y Central). Los dos primeros obtendrían la participación en el Campeonato Uruguayo 1971 de Primera División "A", mientras que los otros 2 equipos debieron jugar en la "B" la siguiente temporada.

### Posiciones
| Puesto | Equipo         | Pts. | PJ | PG | PE | PP | GF | GC | Dif. |
| ------ | -------------- | ---- | -- | -- | -- | -- | -- | -- | ---- |
| 1º     | Defensor       | 5    | 3  | 2  | 1  | 0  | 8  | 1  | +7   |
| 2º     | Central        | 4    | 3  | 1  | 2  | 0  | 3  | 2  | +1   |
| 3º     | Progreso       | 3    | 3  | 1  | 1  | 1  | 3  | 4  | -1   |
| 4º     | Rampla Juniors | 0    | 3  | 0  | 0  | 3  | 1  | 8  | -7   |

| Progreso | 1-0 | Rampla Juniors |
| Defensor | 0-0 | Central        |

| Central  | 2-1 | Rampla Juniors |  |
| Defensor | 3-1 | Progreso       |  |

| Defensor | 5-0 | Rampla Juniors |
| Central  | 1-1 | Progreso       |